# باشگاه فوتبال هایدنهایم
باشگاه فوتبال هایدنهایم (انگلیسی: 1. FC Heidenheim) باشگاه فوتبالی است که در شهر هایدنهایم آن در برنتس در ایالت بادن-ووتمبرگ قرار دارد. 
این باشگاه هم‌اکنون در بوندس‌لیگا ۱ بازی می‌کند.